# Паддінгтон (станція метро, лінії Бейкерлоо, Кільцева та Дистрикт)
51°31′02″ пн. ш. 0°10′39″ зх. д. / 51.5173° пн. ш. 0.1774° зх. д.

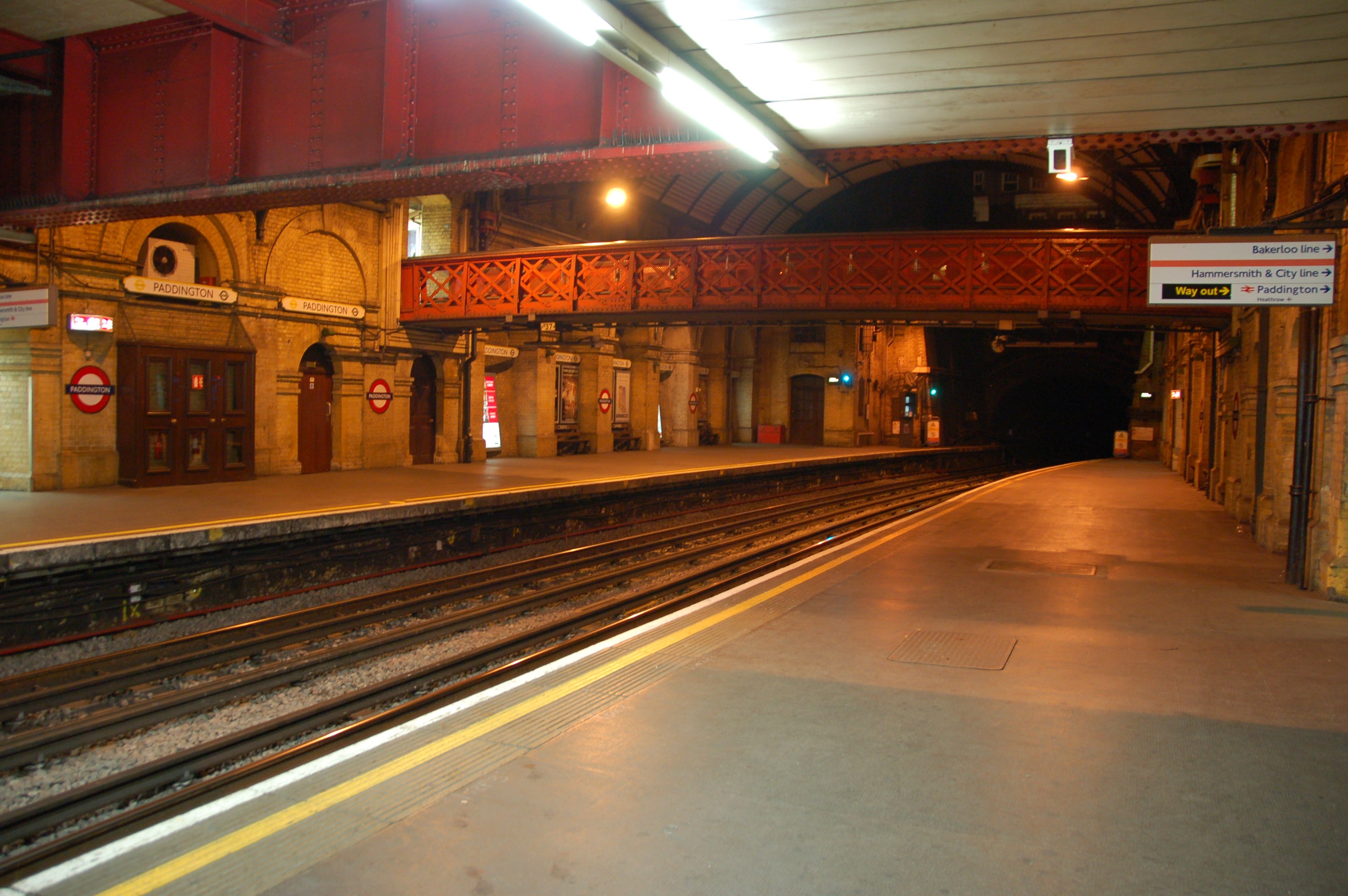
Платформа метростанції Паддінгтон, лінії Кільцева та Дистрикт

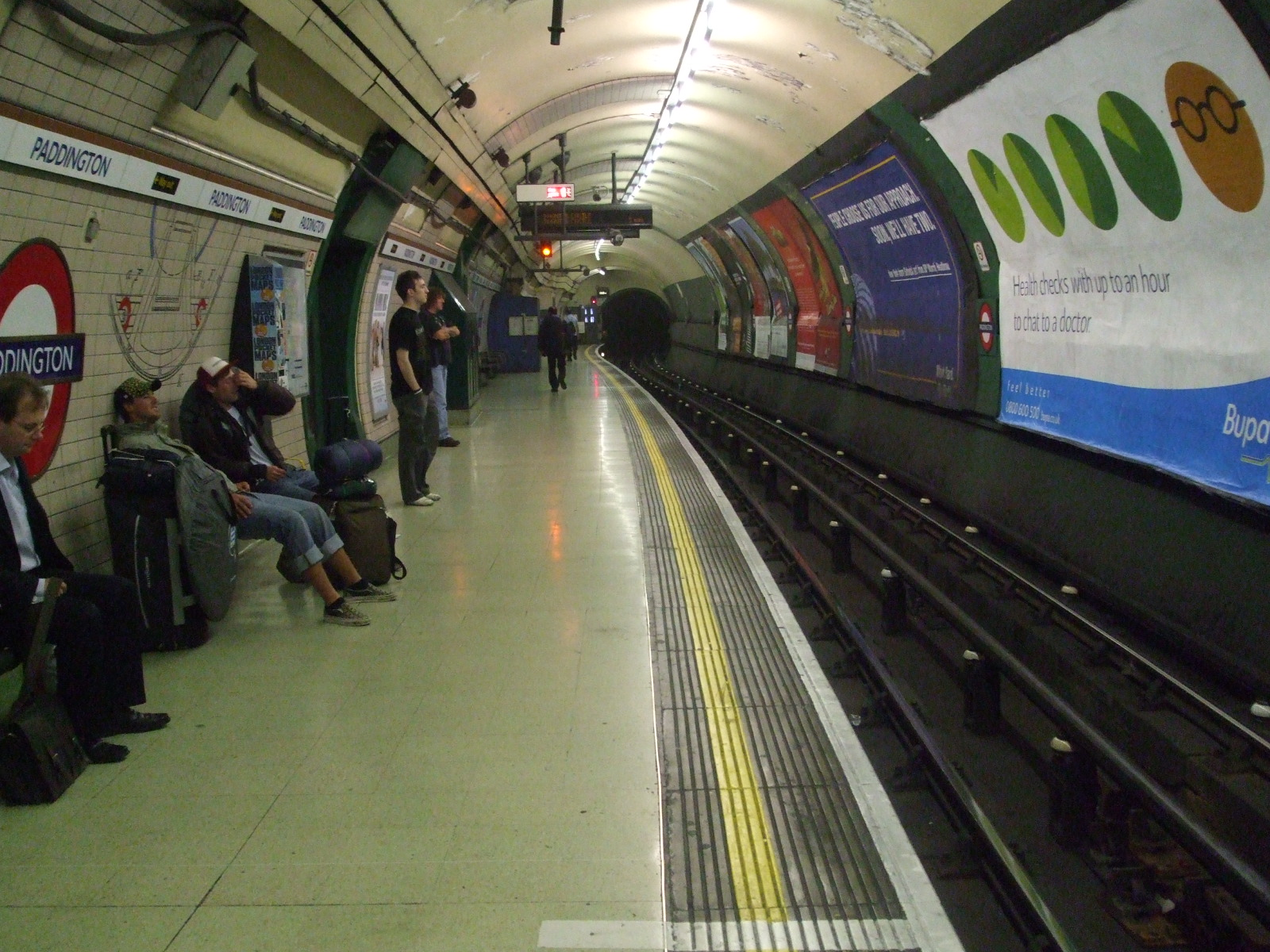
Платформа метростанції Паддінгтон, лінія Бейкерлоо

Паддінгтон (англ. Paddington) — станція Лондонського метрополітену ліній Кільцева, Бейкерлоо та Дистрикт. Розташована біля південної сторони залізничної станції Паддінгтон на Праїд-стріт, на Бейкерлоо між станціями Ворик-авеню та Еджвар-роуд, а на лініях Кільцева та Дистрикт — між Бейсвотер та Еджвар-роуд. Станція належить до 1-ї тарифної зони. У 2017 році пасажирообіг станції становив 48.82  млн осіб
Станція складається з двох частин: платформ мілкого закладення, відкритих у 1868 році та платформ глибокого закладення, відкритих у 1913 році. Станція є однією з двох окремих підземних станцій з однойменною назвою. Інша станція на північ від залізничної станції, обслуговується лініями Кільцева та Гаммерсміт-енд-Сіті. Хоча на схемі Лондонського метрополітену показані як єдина станція, обидві станції не сполучені безпосередньо між собою, а перехід між ними здійснюється через будівлю залізничної станції. 

## Платформи мілкого закладення
Ці платформи обслуговують потяги ліній Кільцева та Дистрикт. Платформи були відкриті 1 жовтня 1868 року як Паддінгтон (Праїд-стріт) на Metropolitan Railway (MR, пізніше Лінія Метрополітен) лінії до Саут-Кенсінгтон. 11 липня 1948 року назва назву станції скоротили до просто Паддингтон.

## Платформи глибокого закладення
Станція глибокого закладення  була відкрита 1 грудня 1913 року на Baker Street and Waterloo Railway (BS&WR, пізніше лінія Бейкерлоо), як тимчасово кінцева станція лінії з Еджвар-роуд. Перегін до Ворик-авеню було відкрито 31 січня 1915 року. 
З квітня по серпень 2016 року платформи лінії Бейкерлоо були закриті, за для заміни ескалаторів та будівництво сполучних проходів до нових платформ Crossrail.

## Пересадки
На автобуси оператора London Buses маршрутів 7, 23, 27, 36, 205, 332 та нічні маршрути N7, N205
Метростанція Ланкастер-гейт на Центральній лінії і залізнична станція Мерілебон розташовані в межах крокової досяжності.